# Ante Dukić
Ante Dukić (1867. – 1951.) je bio hrvatski književnik. Pisao je pjesme.
Kao dio stvaratelja hrvatskih pjesama na čakavštini, bio je dijelom prvog vala tuzemne generacije suvremenih pjesnika koji su stvarali na tom narječju (Vladimir Nazor, Pere Ljubić, Drago Gervais, Mate Dvorničić, Ivan Bostjančić, Mate Balota, Marin Franičević, Zvane Črnja), kasneći nekoliko godina za hrvatskim pjesnicima iz inozemstva (Mate Meršić Miloradić, File Sedenik, Tome Bedenik.

## Djela
- Zar i učiteljicam istu plaću?: narodno-gospodarstveno pitanje, 1895. (djelo iz narodnog gospodarstva)
- Nedužna priča o nevinom futurizmu, 1926.
- Pogledi na život i svijet, 1929. (prijevod na srpskom Pogledi na život i svet 1931. i na češkom Pohledy na život a na svet 1942., preveo Jan Hudec).
- Od osvita do sutona, 1932.
- Marija devica, 1936. (zbirka pjesama na čakavštini)
- Naš domaći glas, 1937.  (zbirka pjesama na čakavštini)
- Slike i prilike, 1937.

Djelo Iz dnevnika jednog magarca mu je na talijanski jezik prevela Tina Cioccolanti (Diario di un asino), na slovački Vojtech Mierka (Somarove zapisky), na engleski Vincent Georges (Pages from the diary of a jackass).
Pjesme su mu se našle na nosaču zvuka Naš kanat je lip(nagrađene i ostale skladbe s Natječaja 1991.).
Neke pjesme su mu uglazbljene i izvedene na Matetićevi danima, a izvođači su dobili i nagrade (nagrada Ivan Matetić Ronjgov) 1982.